# Saint Seiya: The Lost Canvas Chronicles
Saint Seiya: The Lost Canvas Chronicles (聖闘士星矢 THE LOST CANVAS 外伝, Seinto Seiya Za Rosuto Kyanbasu – Meiō Shinwa – Gaiden) est un manga dessiné par Shiori Teshirogi, basée sur le manga Saint Seiya de Masami Kurumada dont il reprend l'univers. Le manga est une série dérivée de l’œuvre Saint Seiya: The Lost Canvas du même auteur.
Le manga est d'abord prépublié dans le magazine hebdomadaire Weekly Shōnen Champion entre mai 2011 et avril 2012, puis dans le magazine Bessatsu Shōnen Champion entre juin 2012 et mars 2016. La version française est publiée par Kurokawa depuis mai 2013.

## Synopsis
L'histoire est centrée sur les douze chevaliers d'or.

## Manga
La publication du manga a été annoncée dans le numéro 19 du magazine Weekly Shōnen Champion de l'éditeur Akita Shoten sorti en avril 2011. Elle a commencé dans le numéro 25 sorti le 19 mai 2011.
La série a changé de magazine de prépublication le 12 juin 2012 pour passer dans le mensuel Bessatsu Shōnen Champion du même éditeur. Le dernier chapitre est publié le 12 mars 2016.
En France, l'éditeur Kurokawa a annoncé l'acquisition de la licence en février 2013 pour une sortie en mai de la même année.